# Рекомендации W3C
Рекомендации W3C — это заключительный этап ратификации процесса рассмотрения вопросов стандартов рабочей группой Консорциума Всемирной паутины (W3C). Эта ратификация означает, что документ был подвергнут общественному рассмотрению и обзору организациями членами W3C. Рекомендации W3C направлены на стандартизацию веб-технологий. Это эквивалентно публикации стандарта во многих других отраслях промышленности.

## Разработка рекомендаций
В соответствии с описанием процесса разработки рекомендации W3C документ проходит через несколько этапов:

### Рабочий проект (WD — Working Draft)
На рабочем уровне проекта, стандарт публикуется для рассмотрения сообщества. WD документ является первой формой стандарта, которая выкладывается в публичный доступ. Обычно принимаются практически все комментарии, хотя это и не является обязательным, и нет гарантий что комментарий будет учтён при дальнейшей работе над документом.
На данном этапе описание стандарта, скорее всего, может иметь существенные отличия от его окончательной формы. Таким образом, любой, кто разрабатывает WD документ должен быть готов к значительному изменению их реализации стандарта.

### Кандидат в рекомендации (CR — Candidate Recommendation)
Кандидат в рекомендации версии стандарта (CR) это уже более стабильная версия документа чем WD. На этот момент группа разработки отвечает на вопросы тех, кто считает что нужно внести изменения в суть реализации стандарта. Целью CR является получение помощи от сообщества разработчиков, которым предстоит реализовывать этот стандарт.
Документ стандарта может меняться и дальше, но начиная с этого момента, возможность внесения существенных изменений в стандарт, как правило, закрыта. Дизайн небольших деталей все еще может измениться из-за обратной связи с реализаторами стандарта.

### Предложение в рекомендации (PR — Proposed Recommendation)
Вариантом стандарта на уровне «предложения в рекомендации» (PR) документ становится после прохождения предыдущих двух этапов. Пользователи уже внесли свои предложения в стандарт и реализаторы стандарта тоже внесли свои изменения. На данном этапе документ представляется на рассмотрение Консультативному Совету W3C для окончательного утверждения.
Хотя этот шаг является очень важным, он редко приводит к внесению каких-либо существенных изменений в стандарт.

### Рекомендация W3C (REC — W3C Recommendation)
Это заключительный этап развития стандарта. На данный момент стандарт уже прошёл широкий обзор и тестирование, как в теоретических, так и практических условиях. На этом этапе документ уже одобрен W3C в качестве стандарта для широкого развертывания в соответствующей области.

### Последующие изменения
Рекомендации могут обновляться позднее отдельно опубликованными исправлениям, которые аккумулируют достаточно существенные изменения, сделанные со времени последней публикации. W3C также публикует различные виды информационных заметок, которые не предназначены для рассмотрения в качестве стандарта.